# Maria van Hohenzollern-Sigmaringen
Maria Louise Alexandra Caroline van Hohenzollern-Sigmaringen (Sigmaringen, 17 november 1845 – Brussel, 26 november 1912), gravin van Vlaanderen, was aanvankelijk een Duitse maar door haar huwelijk later een Belgische prinses. 
Zij was de jongste dochter van de laatste regerende vorst van Hohenzollern-Sigmaringen, Karel Anton en Josefine van Baden. Haar broer Karel, zou later koning van Roemenië worden, terwijl haar zus Stefanie koningin van Portugal was.
Zelf trouwde ze op 25 april 1867 in Berlijn met de Belgische prins Filips, graaf van  Vlaanderen, de jongere broer van de latere koning Leopold II. Na haar huwelijk, dat werd gearrangeerd door de Britse koningin Victoria, de jongere nicht van Leopold I, vestigden prins Filips en zijn echtgenote zich als graaf en gravin van Vlaanderen, in het Paleis van de graaf van Vlaanderen in Brussel.
De gravin van Vlaanderen was een verdienstelijke kunstenares. Zo legde zij zich vanaf 1868 toe op het maken van etsen. Een aantal van haar etsen werd tentoongesteld tijdens de Wereldtentoonstelling van 1893 in Chicago. In de twintigste eeuw besteedden verschillende Belgische musea aandacht aan het werk van de gravin. Haar kleinzoon prins Karel zou zijn artistieke talenten van haar hebben geërfd. Ze steunde ook andere kunstenaars, zelfs de omstreden Félicien Rops. 
Maria werd gezien als de enige liefdevolle vrouw aan het Belgische Hof; haar schoonzus Maria-Hendrika was ontzettend afwezig en besteedde geen tijd aan haar huwelijk. Haar andere schoonzus, keizerin Charlotte, was  krankzinnig. Ze stond bekend als zeer godvruchtig. Leopold II noemde zijn schoonzus wel eens spottend "Onze Lieve Vrouw van Vlaanderen". 
Maria ontfermde zich over de kinderen van Leopold II; ze had een bijzonder innige relatie met prinses Clémentine. Zelf verloor ze tijdens haar leven twee van haar kinderen. Haar dochter Josephine stierf kort na haar geboorte.  Haar oudste zoon Boudewijn overleed op 21-jarige leeftijd. 
Maria en Filips kregen vijf kinderen:
- Boudewijn Leopold Filips Marie Karel Anton Jozef Lodewijk (1869-1891)
- Henriëtte Marie Charlotte Antoinette (1870-1948), gehuwd met Emanuel van Orléans
- Joséphine Marie Stéphanie Victoire (1870-1871)
- Joséphine Carola Marie Albertine (1872-1958), gehuwd met haar neef Karel Anton, zoon van Leopold van Hohenzollern
- Albert Leopold Clement Marie Meinrad, later koning Albert I (1875-1934), gehuwd met Elisabeth in Beieren

## Voorouders
| Voorouders van Maria van Hohenzollern-Sigmaringen | Voorouders van Maria van Hohenzollern-Sigmaringen                                                    | Voorouders van Maria van Hohenzollern-Sigmaringen                                                    | Voorouders van Maria van Hohenzollern-Sigmaringen                                          | Voorouders van Maria van Hohenzollern-Sigmaringen                                          | Voorouders van Maria van Hohenzollern-Sigmaringen                                          | Voorouders van Maria van Hohenzollern-Sigmaringen                                          | Voorouders van Maria van Hohenzollern-Sigmaringen                                                       | Voorouders van Maria van Hohenzollern-Sigmaringen                                                       |
| ------------------------------------------------- | --- | --- | ------------------------------------------------------------------------------------------ | ------------------------------------------------------------------------------------------ | ------------------------------------------------------------------------------------------ | ------------------------------------------------------------------------------------------ | --- | --- |
| Overgrootouders                                   | Anton Alois van Hohenzollern-Sigmaringen (1762-1831) ∞ Amalie Zephyrine van Salm-Kyrburg (1760-1841) | Anton Alois van Hohenzollern-Sigmaringen (1762-1831) ∞ Amalie Zephyrine van Salm-Kyrburg (1760-1841) | Pierre Murat (1748–1792) ∞ Louise van Aimery d'Astorg (1762–1793)                          | Pierre Murat (1748–1792) ∞ Louise van Aimery d'Astorg (1762–1793)                          | Karel Lodewijk van Baden (1755-1801) ∞ Amalia van Hessen-Darmstadt (1754-1832)             | Karel Lodewijk van Baden (1755-1801) ∞ Amalia van Hessen-Darmstadt (1754-1832)             | Claude de Beauharnais (1756–1819) ∞ Claudine Françoise Adrienne Gabrielle de Lézay-Marnézia (1767–1791) | Claude de Beauharnais (1756–1819) ∞ Claudine Françoise Adrienne Gabrielle de Lézay-Marnézia (1767–1791) |
| Grootouders                                       | Karel van Hohenzollern-Sigmaringen (1785-1853) ∞ 1808 Marie Antoinette Murat (1793-1847)             | Karel van Hohenzollern-Sigmaringen (1785-1853) ∞ 1808 Marie Antoinette Murat (1793-1847)             | Karel van Hohenzollern-Sigmaringen (1785-1853) ∞ 1808 Marie Antoinette Murat (1793-1847)   | Karel van Hohenzollern-Sigmaringen (1785-1853) ∞ 1808 Marie Antoinette Murat (1793-1847)   | Karel van Baden (1786-1818) ∞ 1806 Stéphanie de Beauharnais (1789-1860)                    | Karel van Baden (1786-1818) ∞ 1806 Stéphanie de Beauharnais (1789-1860)                    | Karel van Baden (1786-1818) ∞ 1806 Stéphanie de Beauharnais (1789-1860)                                 | Karel van Baden (1786-1818) ∞ 1806 Stéphanie de Beauharnais (1789-1860)                                 |
| Ouders                                            | Karel Anton van Hohenzollern-Sigmaringen (1811-1885) ∞ 1834 Josefine van Baden (1813-1900)           | Karel Anton van Hohenzollern-Sigmaringen (1811-1885) ∞ 1834 Josefine van Baden (1813-1900)           | Karel Anton van Hohenzollern-Sigmaringen (1811-1885) ∞ 1834 Josefine van Baden (1813-1900) | Karel Anton van Hohenzollern-Sigmaringen (1811-1885) ∞ 1834 Josefine van Baden (1813-1900) | Karel Anton van Hohenzollern-Sigmaringen (1811-1885) ∞ 1834 Josefine van Baden (1813-1900) | Karel Anton van Hohenzollern-Sigmaringen (1811-1885) ∞ 1834 Josefine van Baden (1813-1900) | Karel Anton van Hohenzollern-Sigmaringen (1811-1885) ∞ 1834 Josefine van Baden (1813-1900)              | Karel Anton van Hohenzollern-Sigmaringen (1811-1885) ∞ 1834 Josefine van Baden (1813-1900)              |
| Maria van Hohenzollern-Sigmaringen (1845-1912)    | | |                                                                                            |                                                                                            |                                                                                            |                                                                                            | | |

- Bibliothèque nationale de France: cb16945823f (data)
- Gemeinsame Normdatei: 139772219
- International Standard Name Identifier: 0000 0003 8223 3547
- Library of Congress Control Number: n95013685
- Virtual International Authority File: 264769651
- WorldCat: E39PBJqvW9kKhGC8v6K8dyhCQq